# Abdou Traoré (calciatore 1981)
Abdou Traoré (Bamako, 5 agosto 1981) è un ex calciatore maliano, di ruolo difensore.

## Carriera

### Club
Ha giocato nella prima divisione maliana.

### Nazionale
Esordisce con il Mali il 9 maggio 2004, contro il Senegal.

Gioca con la selezione olimpica le olimpiadi di Atene 2004.

## Palmarès

### Club

#### Competizioni nazionali
- Campionato maliano: 1

Djoliba: 2004
- Coppa del Mali: 3

Djoiba: 2003, 2004, 2007